# Schloss Laufenbürg
Die Burg Laufenbürg ist die Ruine einer Niederungsburg bei Wassertrüdingen südlich von Cronheim im Landkreis Ansbach in Mittelfranken.

## Geographische Lage und strategische Bedeutung

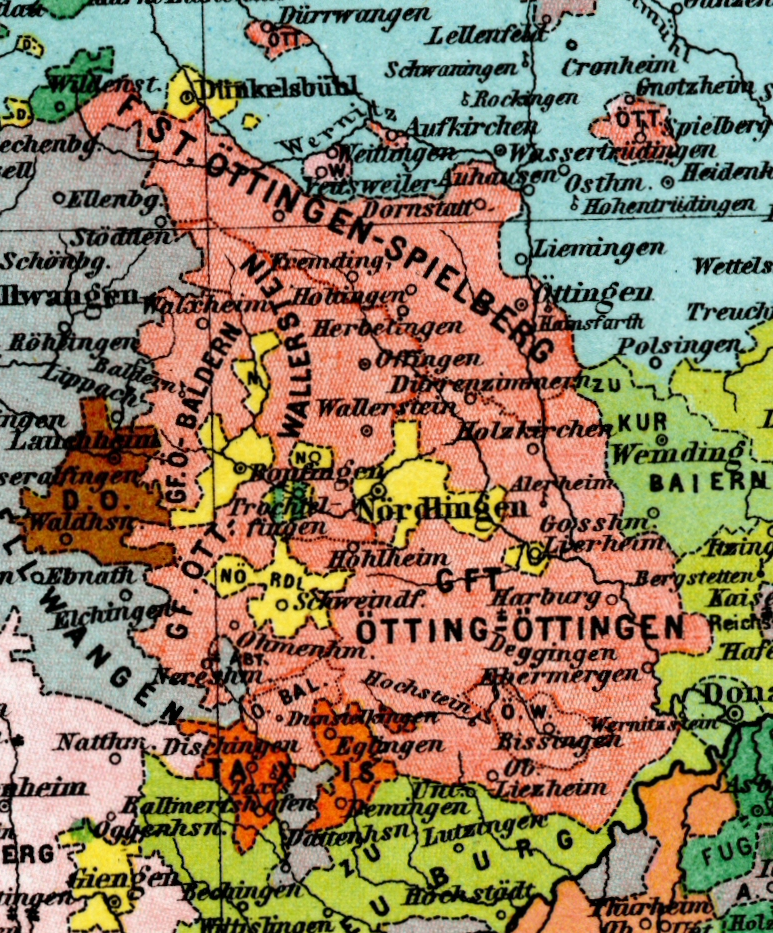
Ehem. Grafschaft Oettingen

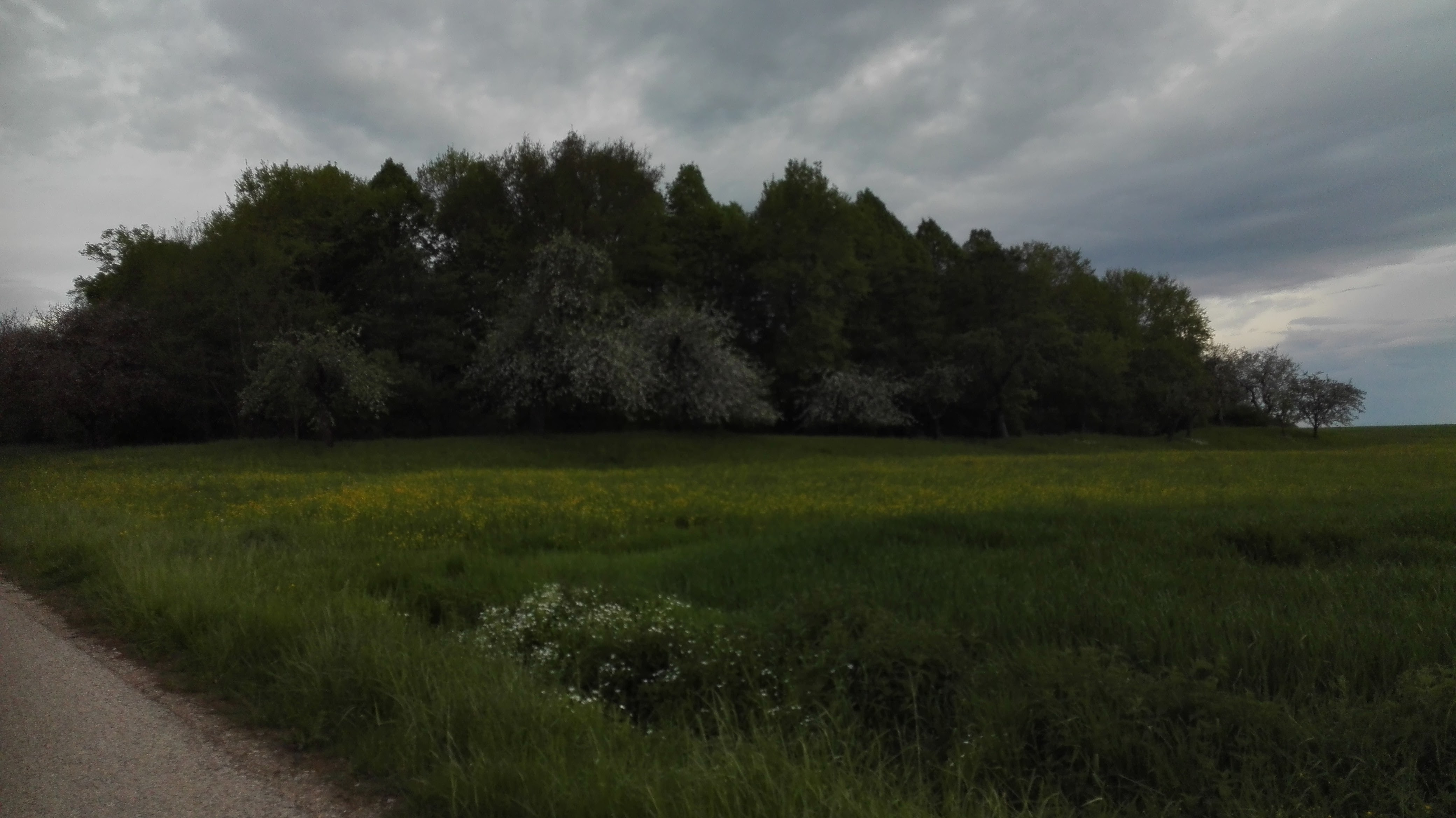
Burghügel und vorgelagerter Verteidigungswall

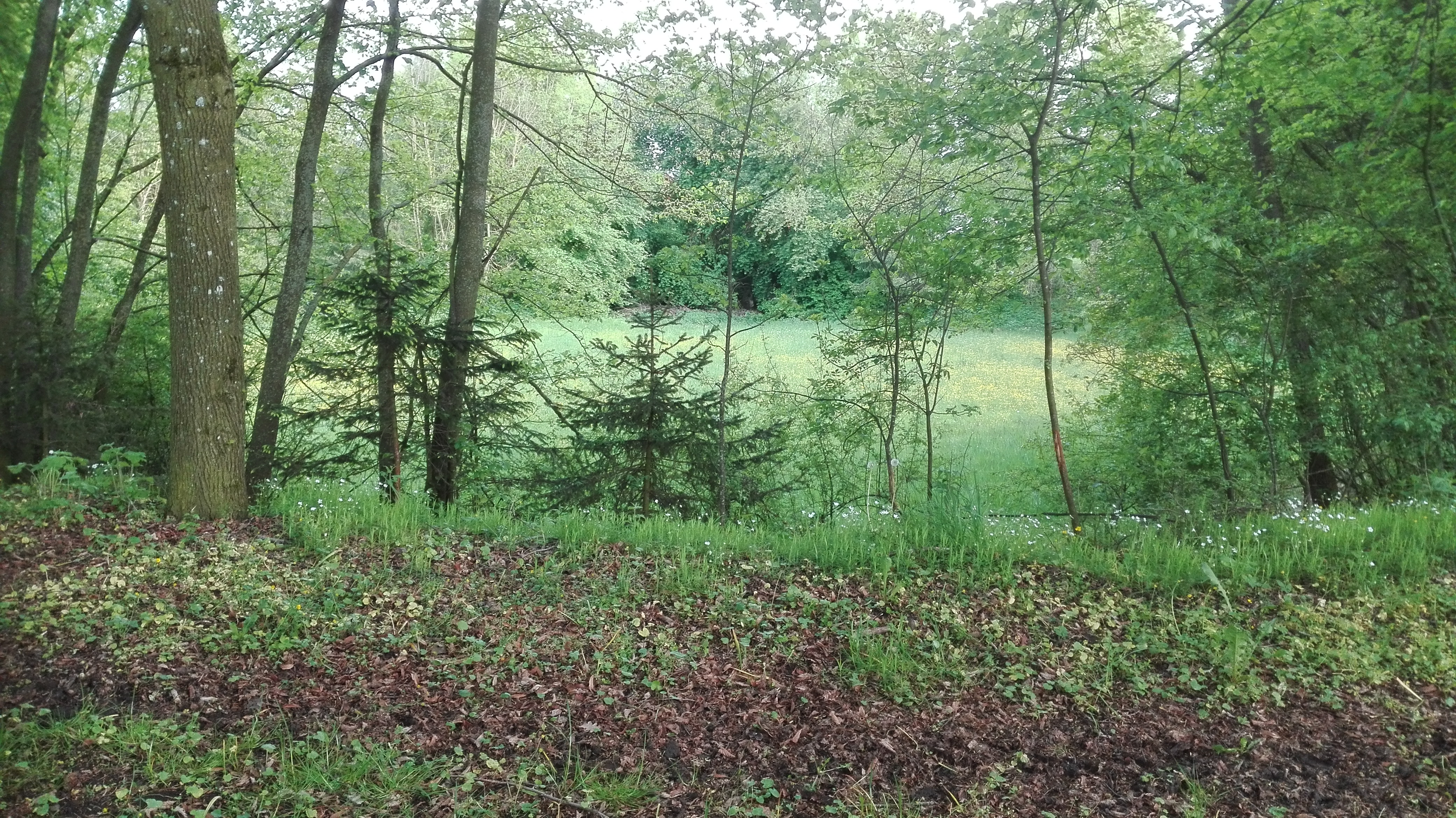
Wall und Mulde der ehemaligen Burganlage

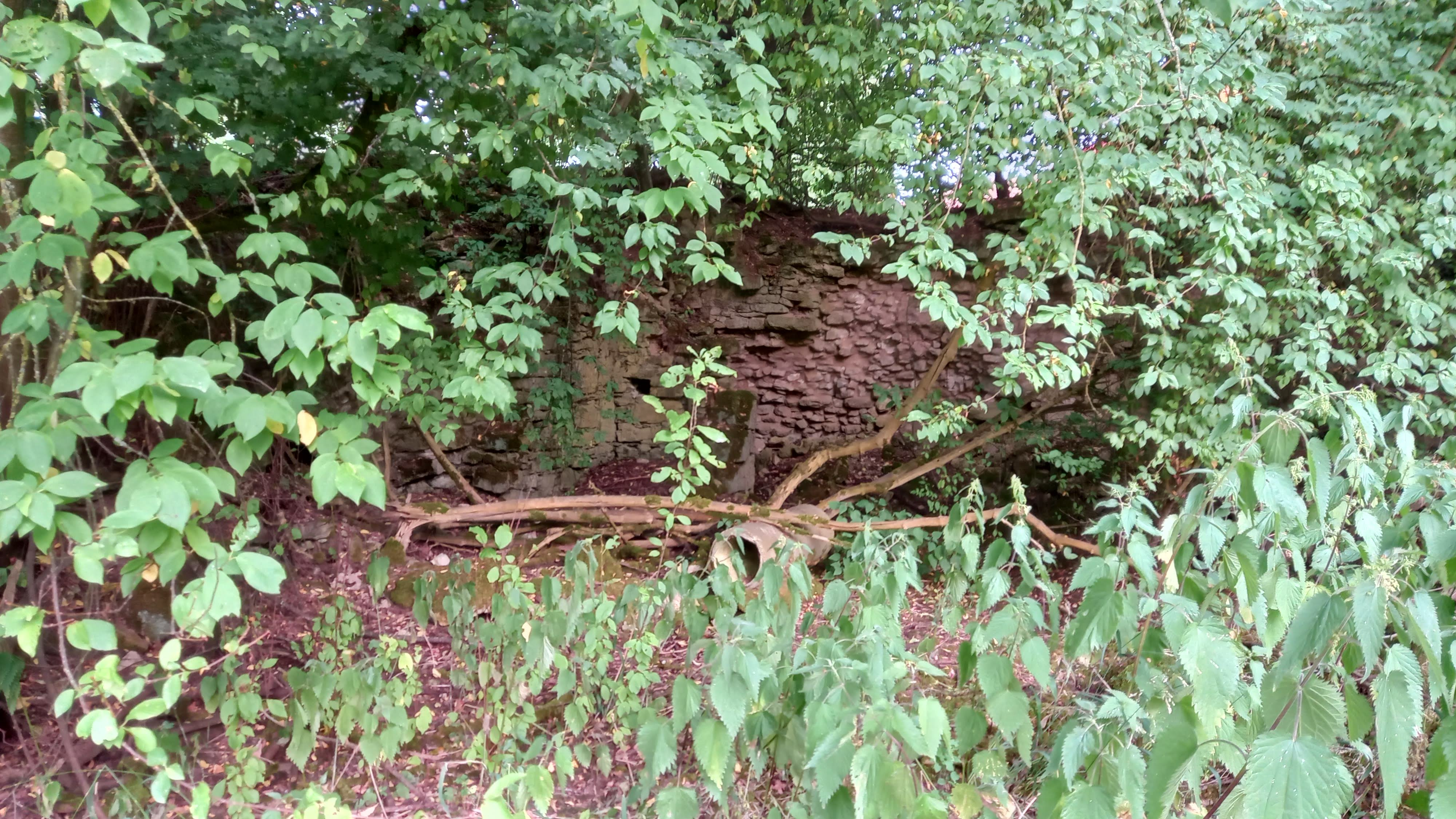
Mauerreste der Hauptanlage im Südosten

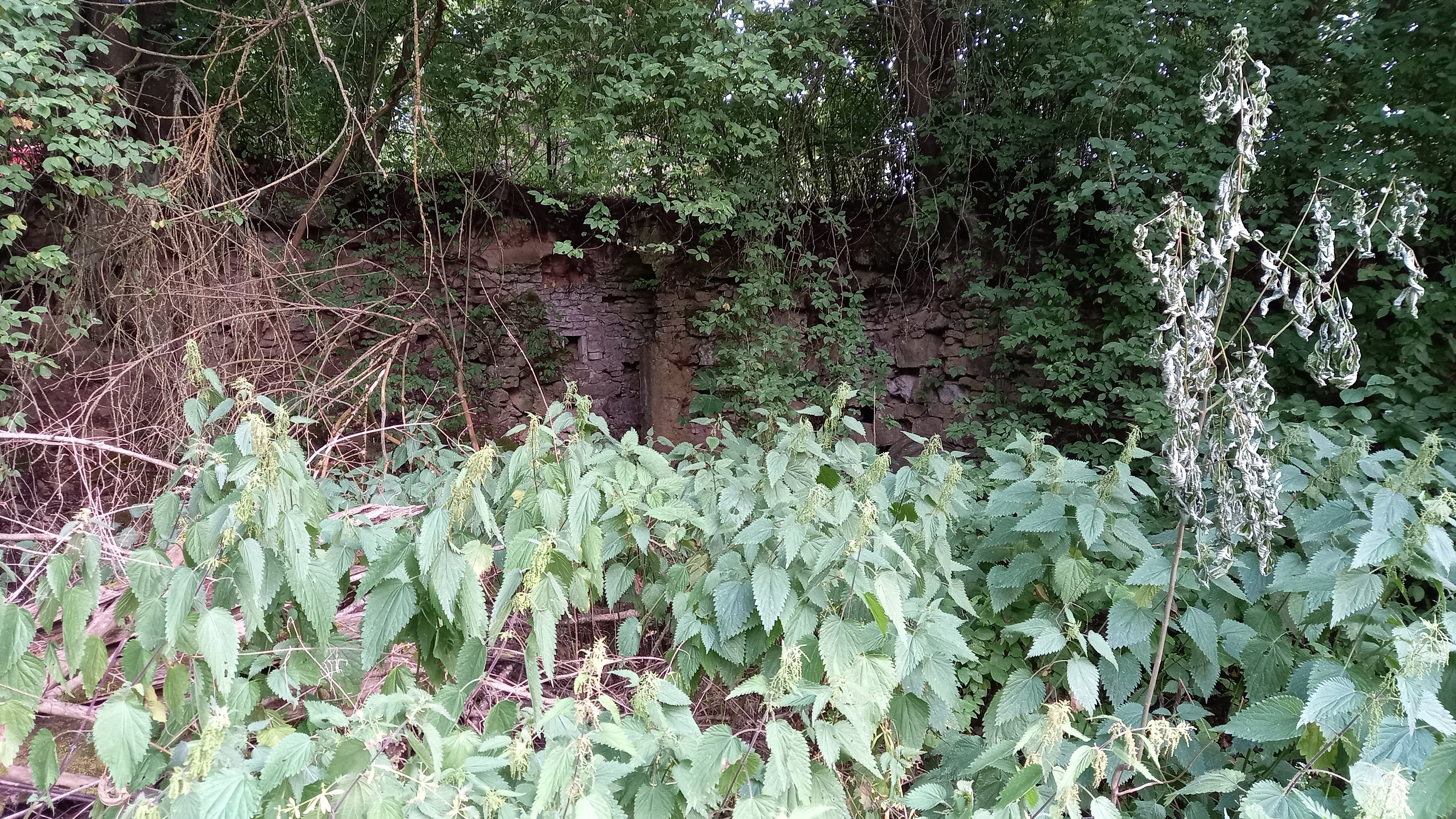
Mauerreste der Hauptanlage im Südwesten

Das Rittergut liegt etwa zwei Kilometer südlich von Cronheim und sechseinhalb Kilometer nördlich von Wassertrüdingen auf flachem Gelände. Die Burg diente wohl gemeinsam mit der Truhendinger Stammburg Hohentrüdingen und der Burg Spielberg zur Sicherung der Landeshoheit der Herren von Truhendingen. Zunehmende Verschuldung der Herren von Truhendingen, vor allem durch den Meranischen Erbstreit in den 1280er Jahren, führte zum Verkauf vieler Güter. Das Geschlecht teilte sich 1290 in zwei Linien. Der alttruhendingische Zweig starb bereits 1311 aus. Dies führte unter anderem auch zum Verkauf ihrer Stammburg Hohentrüdingen am 4. Juli 1363 für 3500 „guter gewogener“ Gulden an die Grafen von Oettingen, die mit dem benachbarten Geschlecht derer von Cronheim durch Heirat verwandt waren, womit die Laufenbürg an strategischer Bedeutung verlor. Das Gebiet um die Laufenbürg und Gnotzheim mit der dortigen Burg Spielberg bildeten eine Enklave der Grafschaft Oettingen.

## Geschichte
Die Burganlage wurde wohl im 12. oder 13. Jahrhundert wahrscheinlich von den Grafen von Truhendingen errichtet. Die Grafen von Truhendingen waren eng mit den Grafen von Oettingen verwandt. Adelheid, die Tochter des Grafen Albrecht von Truhendingen, war im 12. Jahrhundert mit Graf Ludwig II. von Oettingen verheiratet. Gräfin Imagina von Truhendingen war 1337 mit Graf Ludwig VI. von Oettingen verheiratet, was den späteren Anspruch der Herren von Oettingen auf das Rittergut erklärt. Der Name Laufenbürg kommt wahrscheinlich von den Oettingern. Maria von Oettingen († 1369) war mit Rudolf III. von Habsburg-Laufenburg, (* 15. Juli 1270; † 22. Dezember 1314 in Montpellier) verheiratet was erklärt, warum erst ab 1337 Urkunden mit einem Ortsadelsgeschlecht „von Laufenbürg“ erscheinen. Dies legt nahe, dass die Burg vor dieser Zeit einen anderen Namen hatte.
Ein nach dieser Burg benanntes Adelsgeschlecht erschien erstmals in einer Urkunde vom 9. September 1337, als der „veste Ritter Herr Prawene Uman von der Lepfenburg“, im folgenden Jahr, am 2. März 1338, als Ritter „Herr Brun der Amman von der Lepfenburg“ bezeichnet, in Erscheinung trat. Eine gewisse Bestätigung der oettingischen Lehensrechte an diesem Rittergut befindet sich in einer Urkunde von 1619, in der die Burg als „gräflich-ötting'sche lehenbare Rittergut Leffenburg“, bezeichnet wird. Die Herren von Laufenbürg waren Vasallen der Herren von Öttingen. In einer Urkunde vom 24. Januar 1342 bestätigen die Grafen Ludwig und Friedrich zu Oettingen, Landgrafen im Elsass, Bruno Amman von der Lepfenburg die „Theidigung“ (Beteiligung? Teilung?), die er an Gütern in der „Brunst“ mit Herrn Burckart von Seckendorff vereinbart hatte. Eine Agnes Ammann von der Lauffenburg war mit Conrad von Seckendorff († 14. April 1395) verheiratet. Die Vermutung, das Geschlecht könnte auf die Herren von Laubenberg zurückgehen, die Ministeriale des Bistums Augsburg waren, ist wohl nicht haltbar.
1349 wurde Bruno Amman von Lauffenburg genannt. 1364 gab es Kunz Zöllner und Ulrich Amman zu Lauffenburg, 1369 einen Fritz Knopf und Heinrich Ammon. 1369 trat ein Heinrich von Lepphenberg in Erscheinung. Dieser war wohl mit Ritter Heinrich Ammon von Lepphenburg identisch, der 1375 zusammen mit seinem Bruder Hanns Ammon und der Schwester Else (Helena) diese Burg an die Witwe des Conrad von Hürnheim, Anna von Paulsdorf, verkaufte.
Danach setzte ein reger Besitzwechsel des Rittergutes ein. 1381 war Konrad von Rechenberg im Besitz eines Teils der Burg. 1396 war der zöllnerische Anteil der Burg im Besitz von Hildebrand Tannhauser und Hans von Emetzheim (Adelsgeschlecht Kropf). 1398 erschien auch Marquart von Dürrnbuch, genannt von Seckendorff, im Besitz eines Teils der Burg. 1401 besaßen auch die Herren von Cronheim einen Teil der Burg. Hans I. nannte sich von Cronheim zu Cronheim und Lauffenburg († um 1427), dessen Frau Anna möglicherweise mit Anna von Paulsdorf identisch war. Danach wechselte der Besitz der Burg an Hipolt von Dannhausen, der diese 1418 an Conrad von Holzingen von Wiesenbruck und dessen Ehefrau Anna von Schwaningen weiterveräußerte. 1432 erschien als Anteilseigner Hans von Rechenberg. Als Besitzer wurden 1447 Siegmund von Holzingen und 1461 dessen Ehefrau Genofeva von Lentersheim genannt. 1474 wurde der hochgräflich oettingische Lehenrichter Martin von Cronheim als Besitzer der Laufenbürg erwähnt, dessen Cousine mit Heinrich von Oettingen verheiratet war. 1477 wurde Erkinger von Rechenberg als Besitzer des halben Schlosses genannt. Die andere Hälfte ging nach dem Aussterben der Herren von Holzingen an Hans von Gundelsheim, der sie 1500 an Eberhard Geyer und den kaiserlichen Diener Wolfgang Gozmann von Thurn zu Rothenberg verkaufte. Ein Teil scheint auch an den Gunzenhausener Amtmann Veit von Vestenberg gegangen zu sein, denn 1540 verkaufte Georg von Vestenberg ihn an die Brüder Balthasar und Christoph von Rechenberg (⚭ Clara von Cronheim), Söhne des Gunzenhausener Amtmanns Ernst von Rechenberg und dessen Ehefrau Coecilia von Ahelfingen. Diese begannen 1583 mit dem Bau einer neuen Burg, nachdem der Vorgängerbau zerstört worden war. Nach dem Aussterben der Herren von Rechenberg 1583 ging das Rittergut zurück an Gottfried von Oettingen, der es daraufhin Bernhard von Westernach zu Lehen gab. 1592 ging der Besitz an dessen Sohn Hans Christoph von Westernach, der die Burg 1626 an Ludwig von Zocha verkaufte. Nach einem Brand wurde die Burg 1628 wieder aufgebaut. Um 1730 errichtete Carl Friedrich von Zocha einen Neubau, der jedoch 1895 wiederum einem Brand zum Opfer fiel. Bis 1749 blieb das Gut im Besitz der Herren von Zocha, bevor es 1750 an die Lehenseigner, die Herren von Öttingen, zurückfiel. 1750 verkauften die Oettinger schließlich das Rittergut zusammen mit dazugehörigen Äckern, Wiesen, Wäldern und Besitzungen in Aha, Oberasbach, Sausenhofen, Ostheim für 60.000 Gulden dem Markgrafen von Ansbach, der sie 1752 den Freiherren von Falkenhausen überließ.

## Anlage
Nördlich von der noch vorhandenen Toranlage der jüngsten Schlossanlage befindet sich eine große, in etwa quadratische Mulde, die hufeisenförmig von einem dammähnlichen Wall eingefasst ist. An der Außenseite des Walls verläuft ein tiefer Graben. Der westliche Teil des Grabens wurde 1977 mit Bauschutt verfüllt. Da es bislang keinerlei Anhaltspunkte für Art und Aussehen der Burg oder des Schlosses gibt und vor allem die eigentümliche große Mulde immer Anlass zu baugeschichtlichen Spekulationen bot, wurde 1979 in diesem Bereich eine Sondergrabung durchgeführt. Dabei konnten im Hofbereich drei verschiedene Pflasterungen freigelegt werden, von denen die unterste in etwa 1,5 Metern Tiefe dem Schlossbau von 1564 zugeordnet werden konnte. Anhand der Grabungsergebnisse und eingehender Archivstudien sowie der Vergleichsmöglichkeit mit einer auf Porzellan gemalten Fassadenansicht des jüngsten Schlossbaus ließen sich die Grundrisse von Unter- und Oberschloss rekonstruieren. Der verhältnismäßig kleine Haupttrakt des Schlosses reichte demnach mit seinem unteren Teil bis auf das Niveau der heutigen Mulde, die damals als barocker Garten mit Freitreppen und apsisförmigen Ausbuchtungen an der Gegenseite und wohl auch mit einem kleinen künstlichen See ausgestattet war. Im Wall sowie in dem an der West-, Nord- und Ostseite erhaltenen Graben sind die burgstallartigen Reste früherer Bauwerke und Wehranlagen zu erkennen.
Von der ehemaligen Burganlage sind Substruktionen, Wälle und Gräben erhalten. Vom jüngsten Schloss, das von Carl Friedrich von Zocha unter Mitwirkung des Ansbacher Bauinspektors Johann David Steingruber um 1730/50 errichtet wurde, sind das Torhaus (Denkmalnummer D-5-71-214-87), der ehemalige Meierhof und ein „Lustteich“ (Denkmalnummer D-5-71-214-87) erhalten. Das Torhaus ist ein eingeschossiger Walmdachbau mit längsseitig vorspringenden Risaliten und konkav vorgezogenen Flankenbauten.
siehe auch: Liste der Baudenkmäler in Wassertrüdingen#Laufenbürg